# Leucopholis nigra
Leucopholis nigra är en skalbaggsart som beskrevs av Brenske 1892. Leucopholis nigra ingår i släktet Leucopholis och familjen Melolonthidae. Inga underarter finns listade i Catalogue of Life.